# Metge de la pesta negra

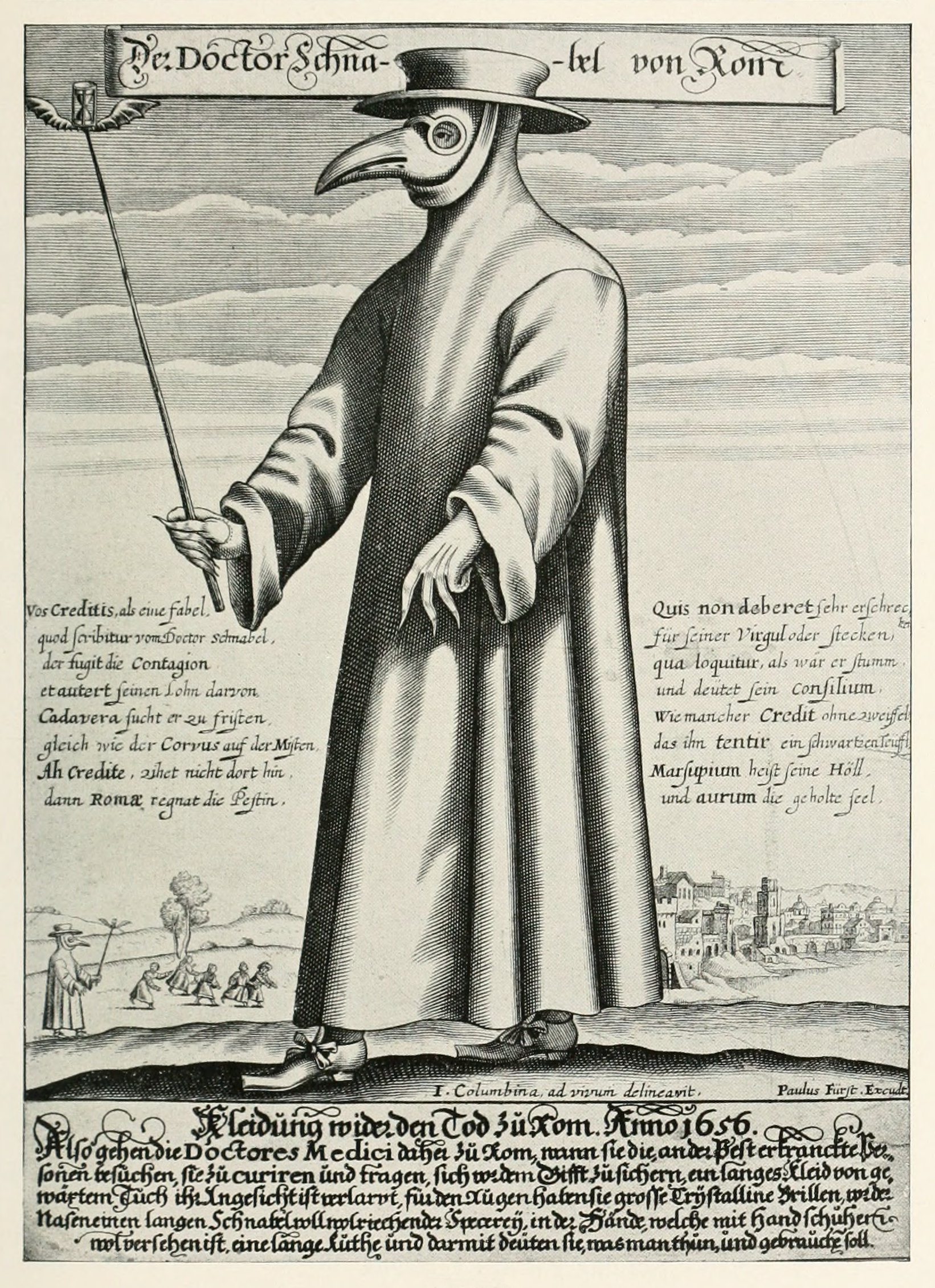
Doktor Schnabel von Rom amb un poema macarrònic satíric en llatí/alemany («Vos Creditis, als eine Fabel, / quod scribitur vom Doctor Schnabel»). Gravat de Paul Fürst, 1656

Un Metge de la pesta negra era un metge especialista que tractava aquells que patien de Pesta negra. Eren específicament contractats per pobles que tenien moltes víctimes de la pesta en temps d'epidèmia. Perquè la ciutat era la que pagava el seu salari, ells tenien cura de tots els ciutadans: tant dels rics com dels pobres. Aquests metges no eren professionals amb instrucció tradicional com d'altres metges o cirurgians experimentats, i en molts casos eren doctors de segona categoria que no havien pogut establir-se amb èxit en la professió o metges joves que estaven tractant de fer-se camí.
Els doctors de la pesta tractaven els pacients segons el seu acord i eren coneguts com a metges municipals o comunitaris «de la pesta negra», mentre que els «metges generals» eren doctors separats i podien estar en la mateixa ciutat o poble europeu al mateix temps. A França i els Països Baixos els metges de la pesta negra moltes vegades no tenien cap entrenament formal com a metges i eren coneguts com a «empírics». En un cas, un d'aquests doctors havia estat venedor de fruites abans de dedicar-se a la medecina.

Als segles xvii i xviii, alguns doctors utilitzaven màscares que semblaven becs d'aus plens d'articles aromàtics. Les màscares eren dissenyades per protegir-los de l'aire podrit, el qual (segons la teoria miasmàtica de la malaltia) era vist com la causa de la infecció. 
| « | El nas era de mig peu de longitud, amb la forma d'un bec, farcit de perfum només amb dos forats, un a cada costat, pròxims als orificis nasals, però que bastava per respirar, carregant amb l'aire que un inhalava, la impressió de les drogues contingudes en l'extrem del bec. Sota l'abric vestien botes fetes de cuir marroquí, pantalons de pell fina que estan amarrats des del front a les mencionades botes i una camisa de pell fina i màniga curta, l'extrem inferior de la qual s'introdueix en els pantalons. El barret i els guants també estan fets de la mateixa pell... amb ulleres sobre els ulls. | » |

## Història
La primera epidèmia de la pesta bubònica va tenir lloc a mitjan anys 500, coneguda com La Pesta de Justinià. L'epidèmia més gran va ser la Pesta Negra d'Europa en el segle xiv. En temps medievals l'alt nombre de morts a causa de la pesta bubònica en un poble creava un desastre econòmic. Els metges comunitaris de la pesta negra eren inestimables i rebien privilegis especials. Per exemple, se'ls permetia realitzar autòpsies, les quals normalment estaven prohibides a l'Europa medieval, per poder realitzar investigacions per trobar una cura per a la plaga.
En alguns casos, els metges de la pesta eren tan valuosos que quan Barcelona en va enviar dos a Tortosa el 1650, aquests van ser capturats per criminals quan es trobaven en camí i van exigir un rescat. La ciutat de Barcelona va pagar per la seva alliberació. La ciutat d'Orvieto va contractar a Matte fu Angelo en 1348 per quatre vegades la taxa normal d'un doctor per 50 florins per any. El papa Climent VI va contractar diversos metges de la pesta durant la Pesta Negra. Ells havien d'atendre la gent malalta d'Avinyó. Dels divuit metges a Venècia, només en quedava un per l'any 1348: cinc havien mort de la pesta, i dotze havien desaparegut i potser s'hagin escapat.

## Indumentària
Alguns metges de la pesta utilitzaven un abillament especial, encara que fonts gràfiques mostren que els metges de la pesta utilitzaven una varietat de vestimentes. Aquesta indumentària en particular va ser inventada per Charles de L'Orme el 1619; van ser utilitzats per primera vegada a París, però després es va estendre per la resta d'Europa. El vestit de protecció consistia d'una túnica de tela gruixuda, una màscara amb forats amb ulleres de vidre i un nas cònic amb forma de bec, que era farcit amb substàncies aromàtiques i palla.
Algunes de les substàncies aromàtiques incloïen ambre gris, fulles de menta, mirra, làudan, pètals de rosa, càmfora i clavell d'espècia. Això, es pensava, servia de protecció per al metge del mal aire miasmàtic. La palla servia com a filtre per al «mal aire». S'utilitzava un bastó de fusta per ajudar amb l'examen dels pacients sense haver de tocar-los, a més a més d'ésser utilitzat com a eina per al penediment de pecats; molts creien que la pesta era un càstig de Déu i demanaven ser copejats com a part del seu penediment.

## Funcionaris públics

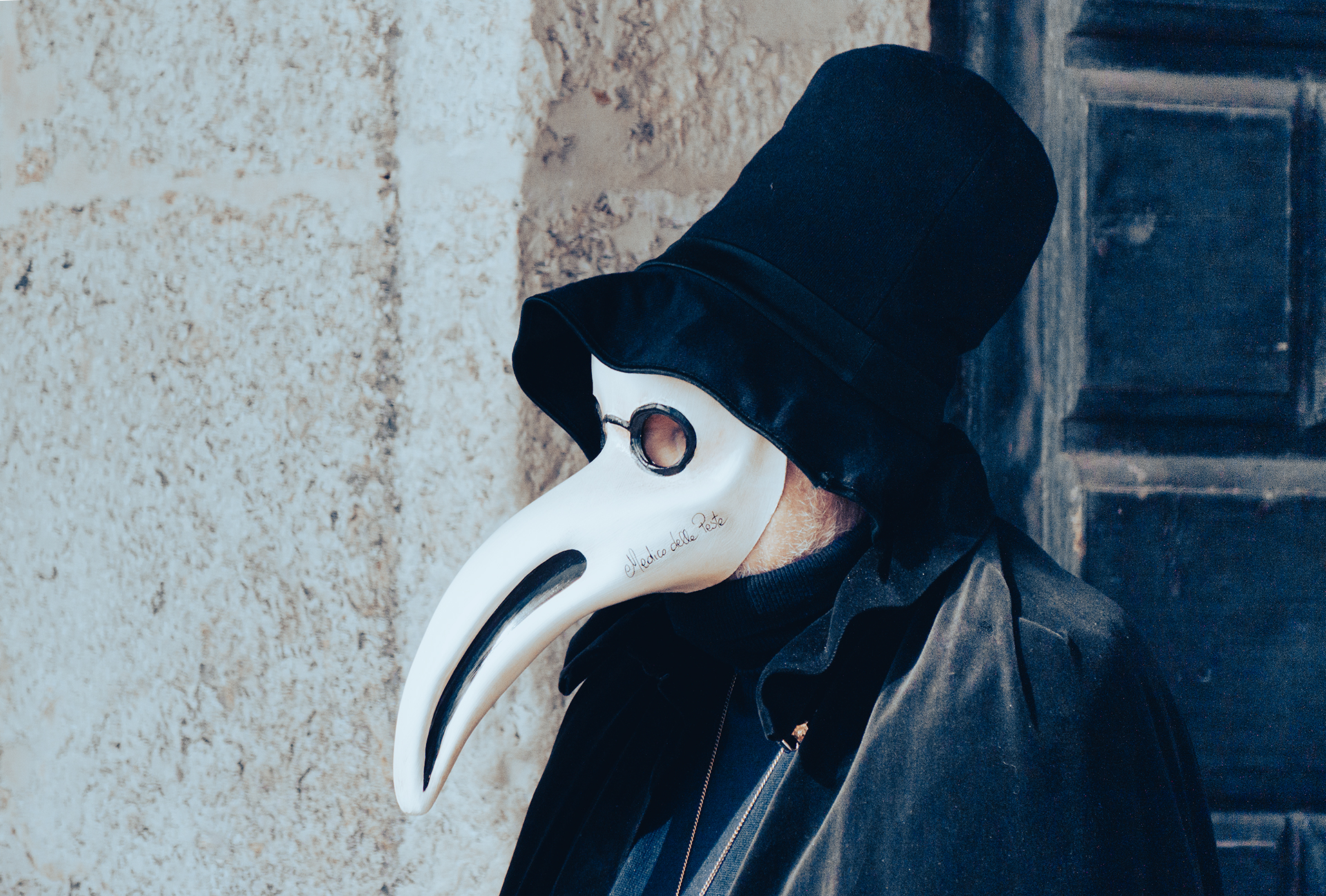
Metge de la pesta de la República de Venècia

Els metges de la pesta també treballaven com a funcionaris públics en temps d'epidèmies, començant amb la Pesta Negra a Europa en el segle xiv. La seva principal tasca, a més a més de tenir cura de les víctimes de la pesta, era anotar als registres públics les morts a causa de la malaltia.
En algunes ciutats europees com Florència i Perusa, se'ls demanava als doctors que realitzin autòpsies per determinar la causa de la mort i com la pesta va jugar un rol en ella. Els metges de la pesta es van convertir en testadors i testimonis de nombrosos testaments durant temps d'epidèmies. Els doctors també donaven assessoria als seus pacients sobre el seu comportament abans de la seva mort. Aquesta assessoria variava segons el pacient, i després de l'edat mitjana la naturalesa de la relació entre el doctor i el pacient va ser governada per un codi ètic cada vegada més complex.

## Tractaments
Els doctors de la pesta utilitzaven la sangria i d'altres remeis com ara posar gripaus o sangoneres sobre els papus per a «re-equilibrar els humors» com a rutines tradicionals. Aquests metges per regla general no podien interactuar amb el públic en general a causa de la naturalesa del seu treball i la possibilitat d'encomanar la malaltia a altres; també podien ser subjectats a quarantena.

## Metges de la pesta negra destacats
Nostradamus va ser un famós doctor de la pesta negra que donava consells mèdics sobre mesures preventives contra l'epidèmia. Els consells de Nostradamus eren eliminar cossos infectats, respirar aire fresc, beure aigua neta, i un suc preparat amb gavarreres. El Traité des fardemens Part A Capítol VIII, demostra que Nostradamus també recomana no sagnar al pacient.
Al 1479, la ciutat italiana de Pavia va contractar a Giovanni de Ventura com el metge comunitari de la pesta. El doctor irlandès Niall O'Glacáin (c.1563? - 1653) es va guanyar molt de respecte en Espanya, França e Itàlia per la seva valentia tenint cura de molts pacients amb la pesta. El famós anatomista Ambroise Pari i Paracels també van ser reconeguts metges de la pesta a l'Europa medieval.